# Poubelle
Pour les articles homonymes, voir Poubelle (homonymie).

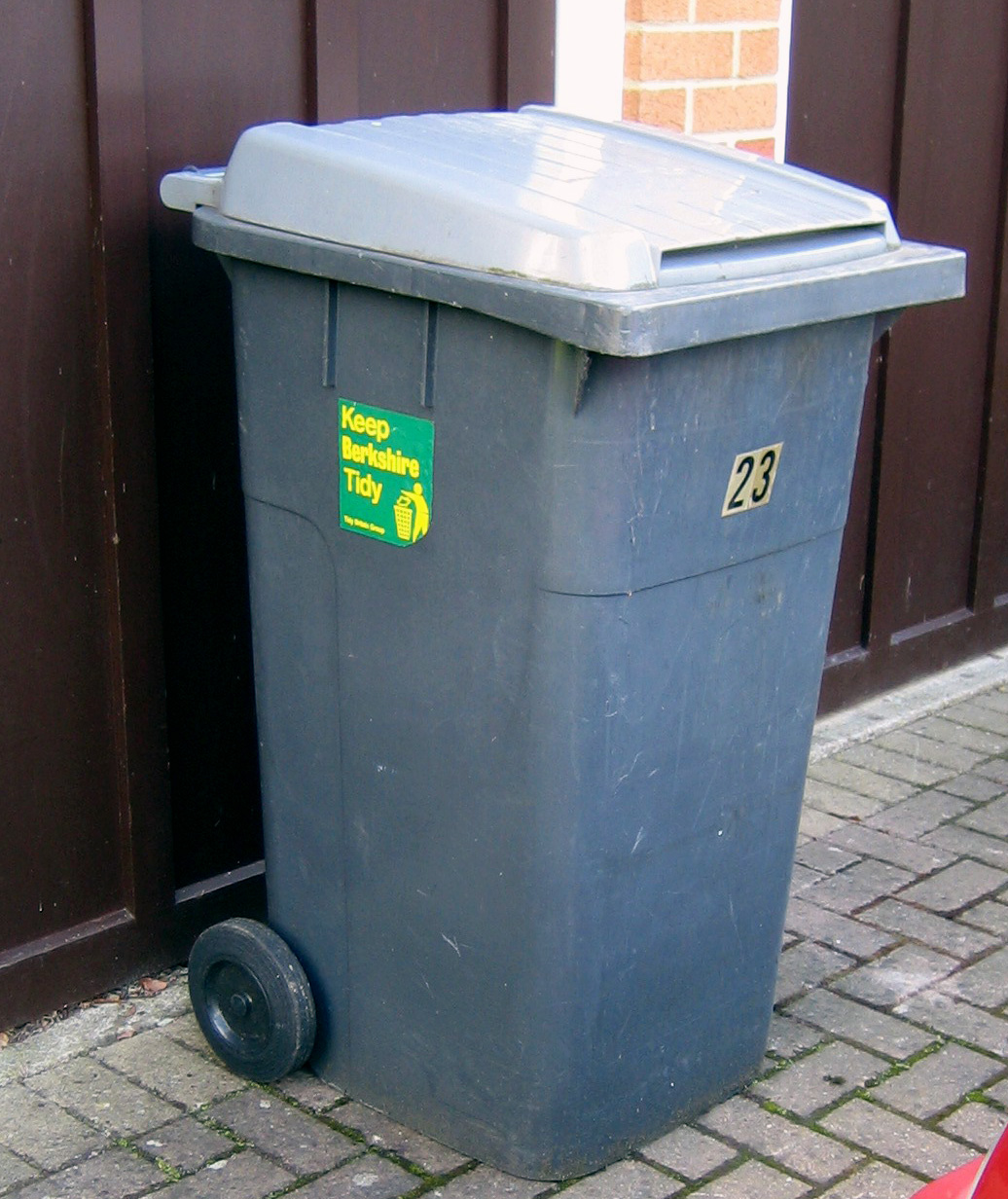
Poubelle à roulettes individuelle, classique au début du XXIe siècle.

Le pictogramme international « Tidy man » est utilisé pour indiquer une poubelle.

Une poubelle est un récipient destiné à accueillir les déchets ménagers, industriels ou commerciaux avant leur traitement ou leur élimination. Selon le dictionnaire, une poubelle se définit comme un conteneur utilisé pour recevoir les ordures. Le terme tire son origine du nom d'Eugène Poubelle, préfet de la Seine en 1884, qui a instauré l'obligation de disposer de récipients spécifiques pour les déchets des immeubles, afin d'améliorer l'hygiène publique.

## Histoire

### Origine en France

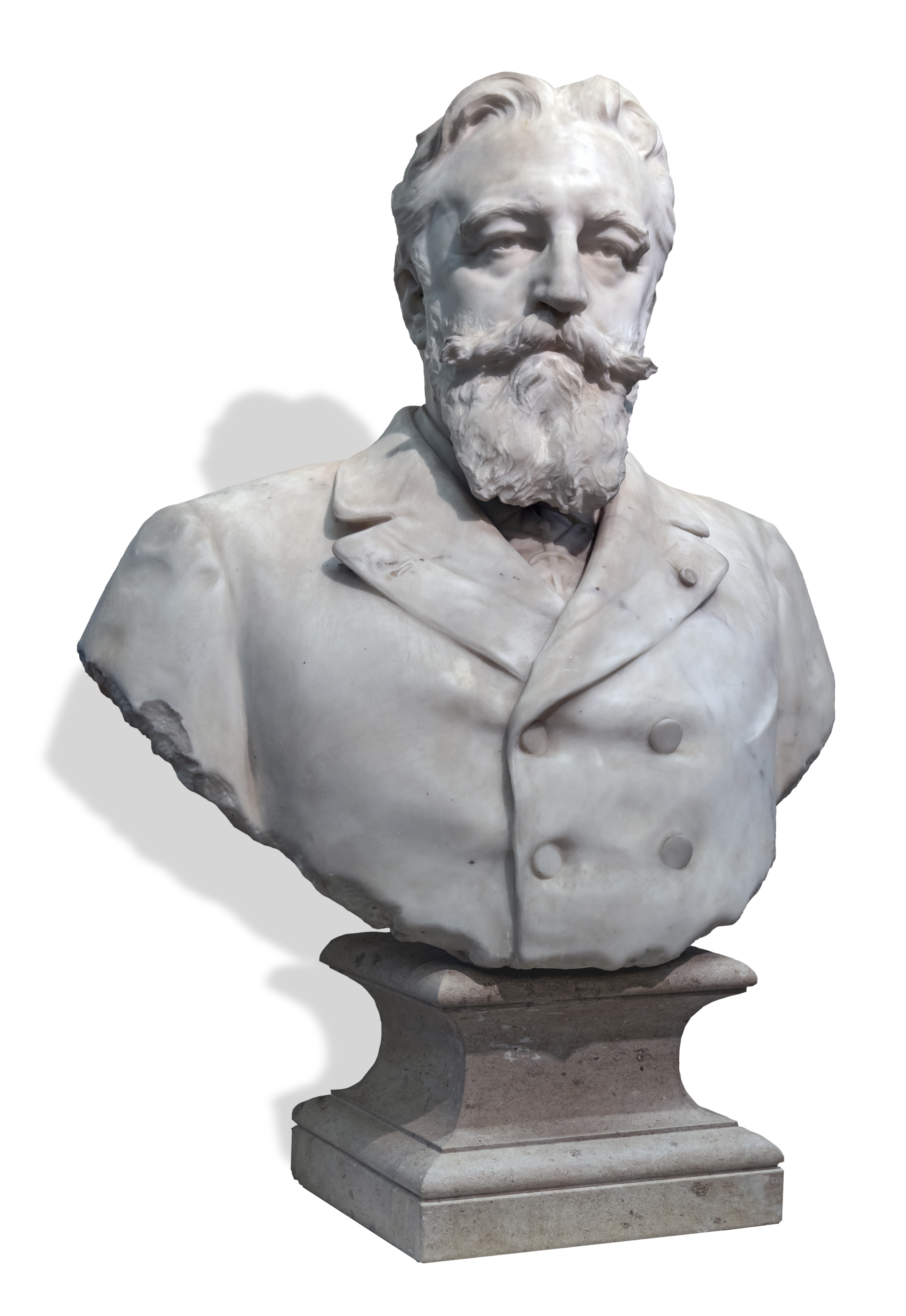
Eugène Poubelle, inventeur de la poubelle à la fin du XIXe siècle.

Le 24 novembre 1883, sous la IIIe République, le préfet de la Seine, Eugène Poubelle, signe un arrêté préfectoral relatif à l'enlèvement des ordures ménagères, pour lutter contre l'entassement des déchets dans les rues de la région parisienne. Cet arrêté oblige les propriétaires parisiens à fournir à chacun de leurs locataires un récipient destiné à leurs ordures ménagères, et dispose que : « Dorénavant, les ordures ménagères seront ramassées par l'intermédiaire d'un récipient de bois garni à l'intérieur de fer blanc, de manière que rien ne puisse s'en échapper. Ces récipients pourront également contenir des cendres chaudes sans risque d'incendie ».
L'arrêté précise la dimension des récipients (de 80 à 120 litres, moins de 10 kg à vide), la présence d'un couvercle, d'une anse, etc. Après trois mois de délibérations, de travail en commissions, et malgré l'opposition des chiffonniers et hygiénistes, et à la suite du vote du conseil municipal de Paris le 22 février 1884, le Bulletin municipal officiel de la ville de Paris daté du 7 mars 1884 publie un nouvel arrêté intitulé « Enlèvement des ordures ménagères, Règlement », également signé par Eugène Poubelle, qui supprime la taille minimale des récipients et précise les modalités de leur utilisation. Le reste du département de la Seine suit progressivement.
Dès sa création, le tri des déchets est prévu dans trois « récipients » spécifiques :
- un « récipient commun » pour les « résidus de ménage » ;
- un « récipient spécial » pour les « débris de vaisselle, verre, poterie, etc. provenant des ménages » ;
- un « récipient spécial » pour les coquilles d'huîtres et moules.

Dès le 16 janvier 1884, Le Figaro critique la « boîte Poubelle » (avec une majuscule). Très rapidement, ces récipients sont appelés « poubelles ». Le mot entre dès 1890 dans le supplément du Grand Dictionnaire universel du XIXe siècle.

### Augmentation
L'augmentation des déchets a conduit aux politiques de Tri des déchets.

### Ajout de puce
Plus récemment, des puces sont incluses dans les poubelles européennes pour faciliter le paiement au poids. Cela concerne 6 millions de personnes en France en 2022.

## Usages courants

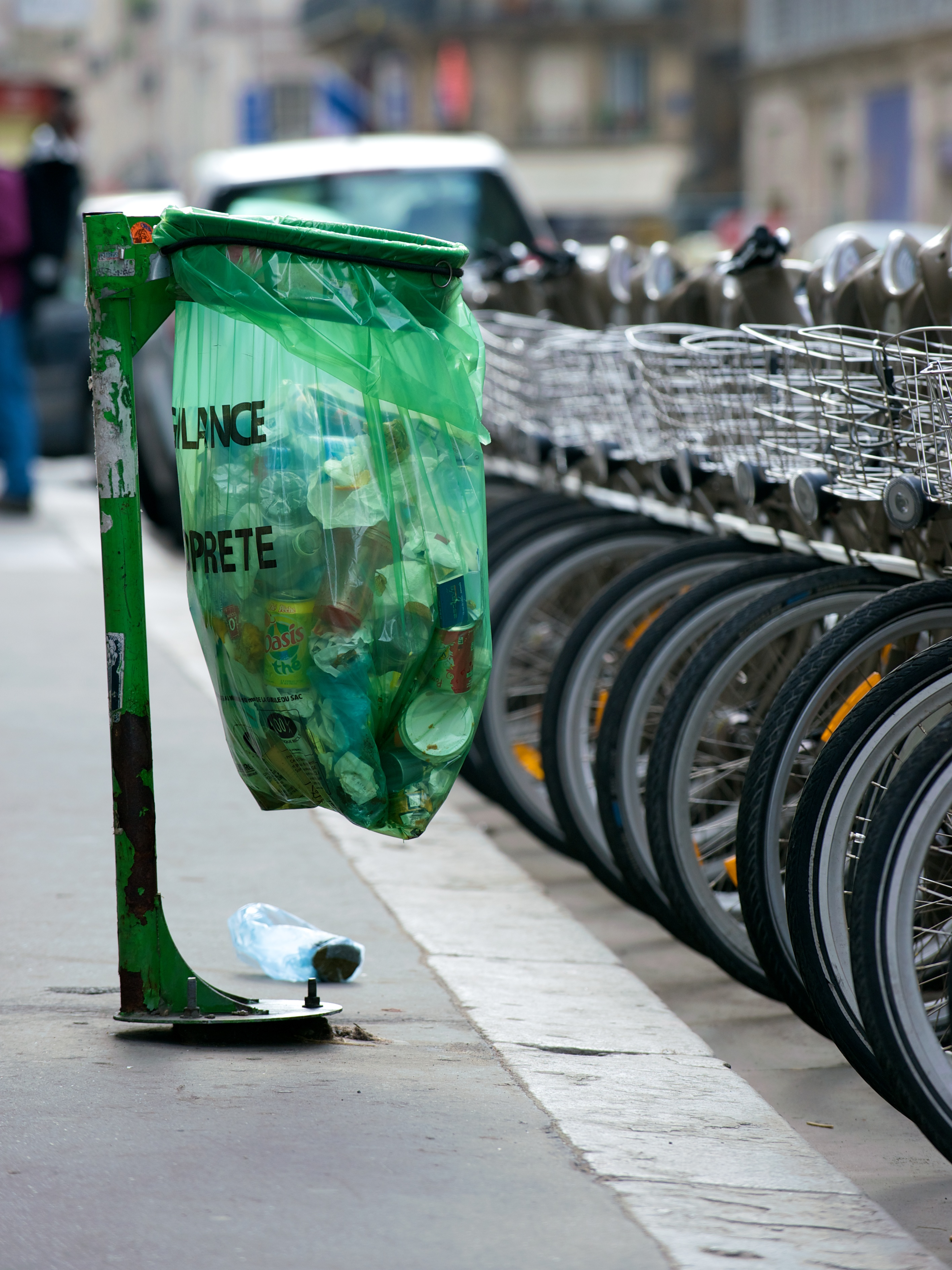
Poubelle publique à Paris. Le sac transparent facilite l'examen du contenu et empêche la dissimulation d'engin explosif, dans le cadre de la prévention du terrorisme.

Depuis Eugène Poubelle, des éboueurs sont chargés d'enlever régulièrement les poubelles déposées sur les trottoirs ou dans les cours. Ils utilisent pour cela un véhicule spécialisé (camion-poubelle) dont le contenu est acheminé dans des décharges et/ou des lieux de valorisation des déchets.
Bientôt, l'emploi de poubelles s'impose en France dans chaque commune et chaque foyer, puis dans tous les pays industrialisés qui adopteront le principe du ramassage des déchets par l'intermédiaire d'une poubelle.
Au XXIe siècle, la poubelle est un récipient aux multiples formes et couleurs, doté d'un couvercle fabriqué en divers matériaux et de diverses dimensions. Certaines poubelles automatiques possèdent soit un mode d'ouverture du clapet mécanique, actionnable avec le pied, soit un détecteur de présence permettant d'ouvrir automatiquement le clapet lors d'une présence à proximité. D'autres reconnaissent automatiquement la matière présentée et facilitent ainsi un recyclage efficace.

## Composition
Les conteneurs poubelles sont généralement fabriqués à base de polyéthylène haute densité (PEHD) ou de polypropylène (PP) et mis en forme par moulage par injection.
Certaines poubelles peuvent exister en métal galvanisé.

## Types de poubelles
Aujourd'hui, le terme poubelle est utilisé pour différents types de conteneurs d'extérieur (Conteneur, Benne à ordures ménagères) ou d'intérieur: Poubelle de table, Poubelle de paillasse, Corbeille à papier.

### Poubelles publiques

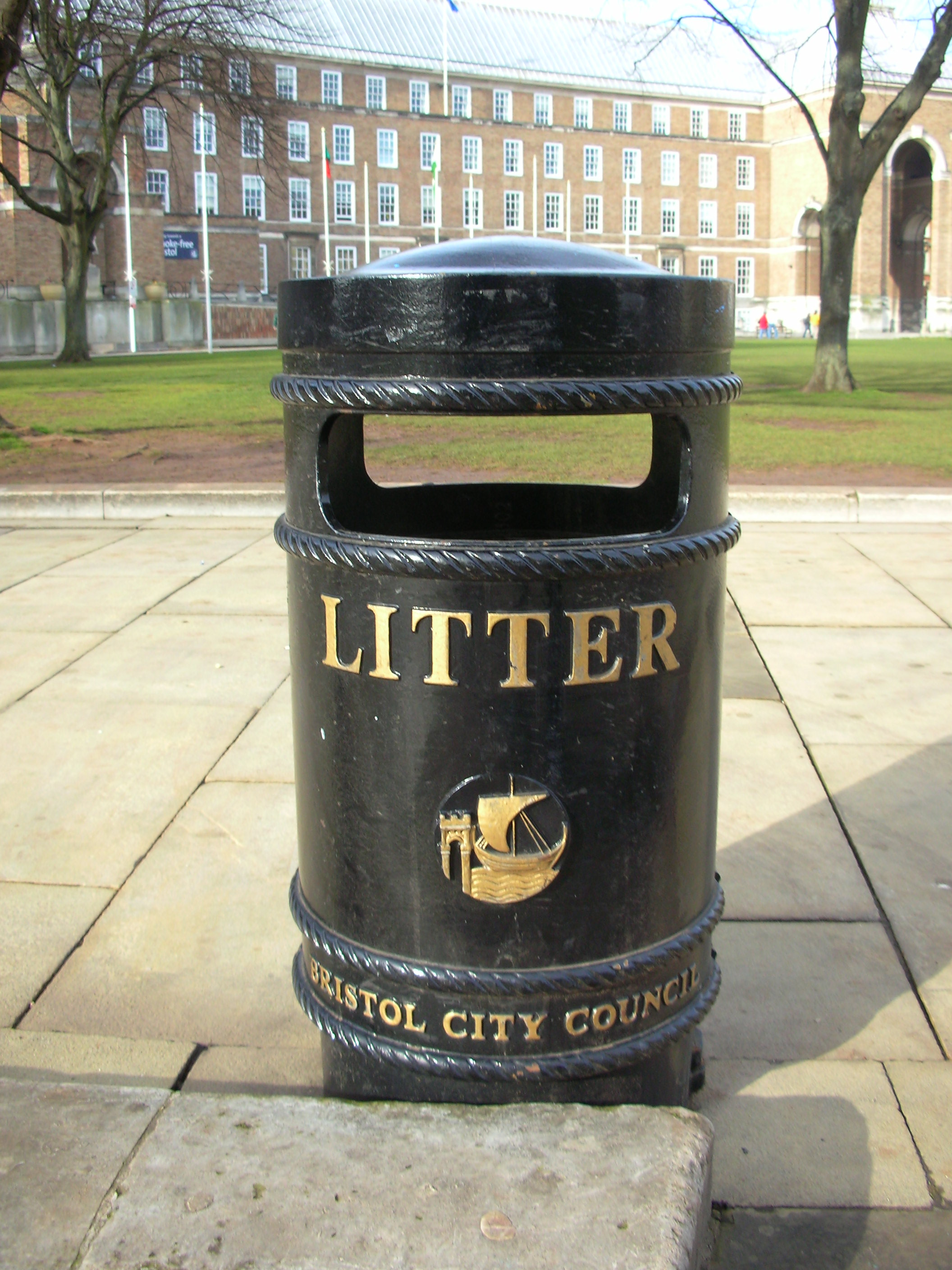
Corbeille installée sur la voie publique pour les petits déchets des passants (modèle britannique).
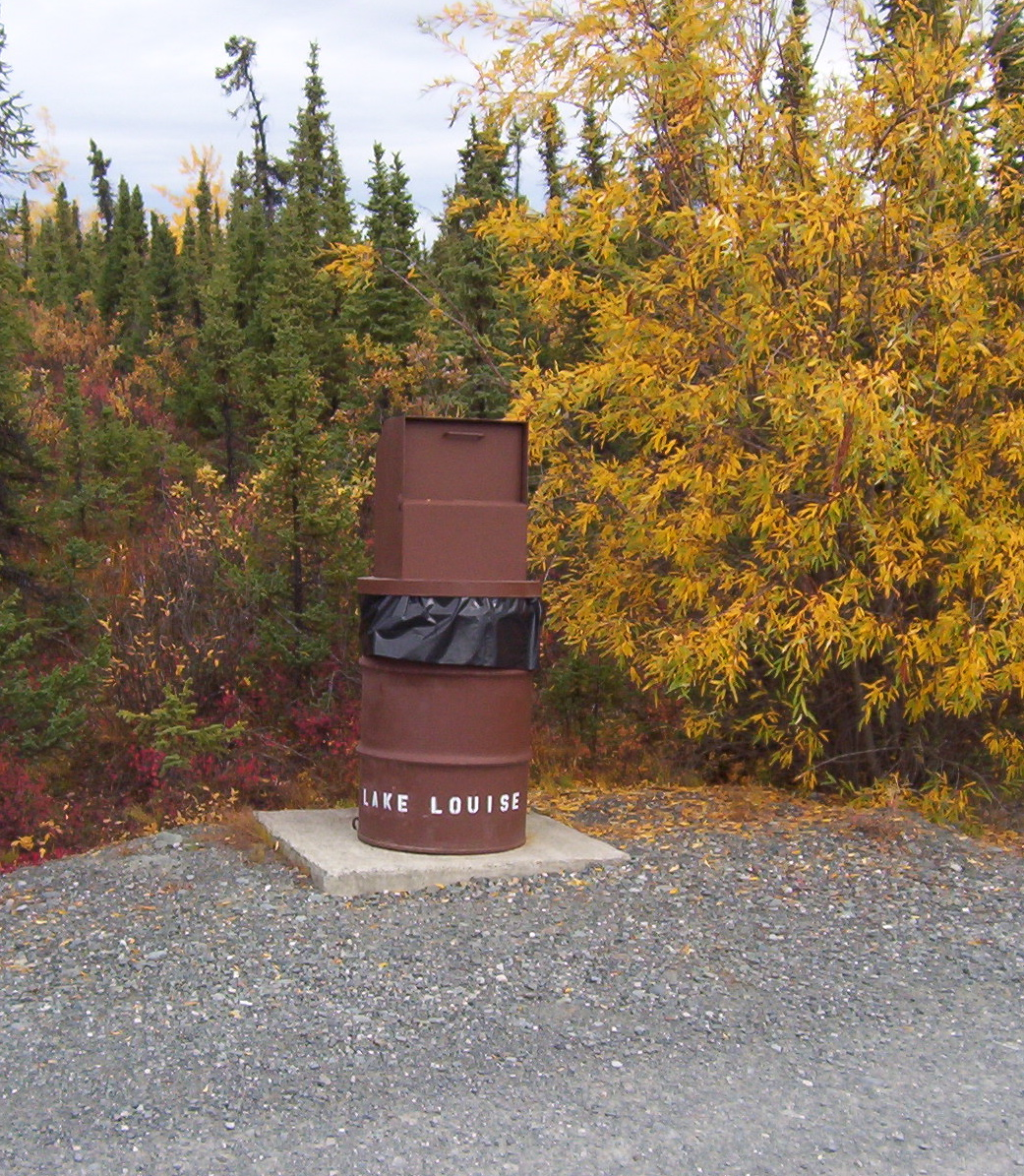
Poubelle installée dans un parc naturel et conçue pour résister à la curiosité des ours (Canada).
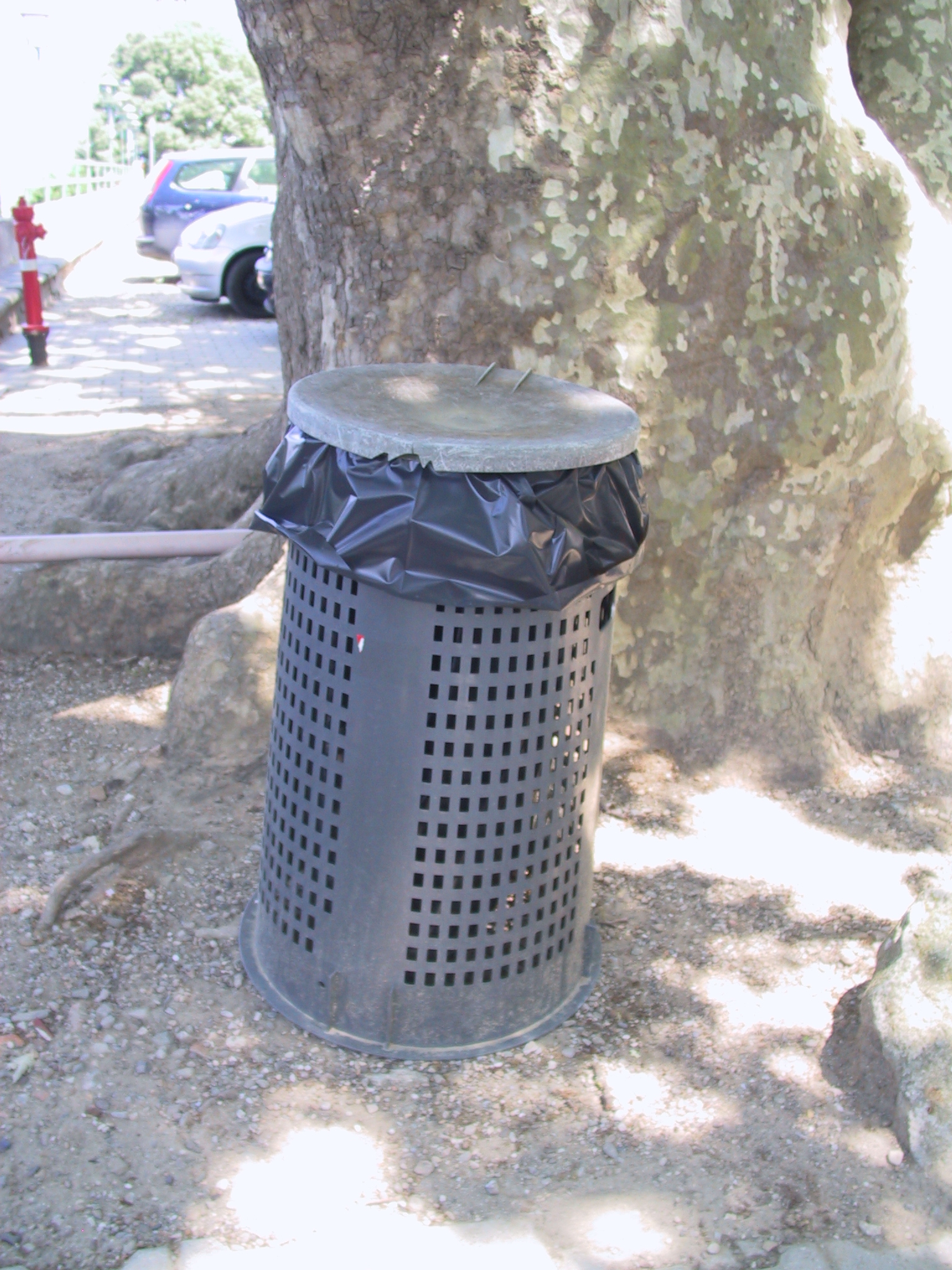
Poubelle sur la voie publique composée d'un cadre cylindrique et couvercle accueillant un sac à usage unique en PVC.
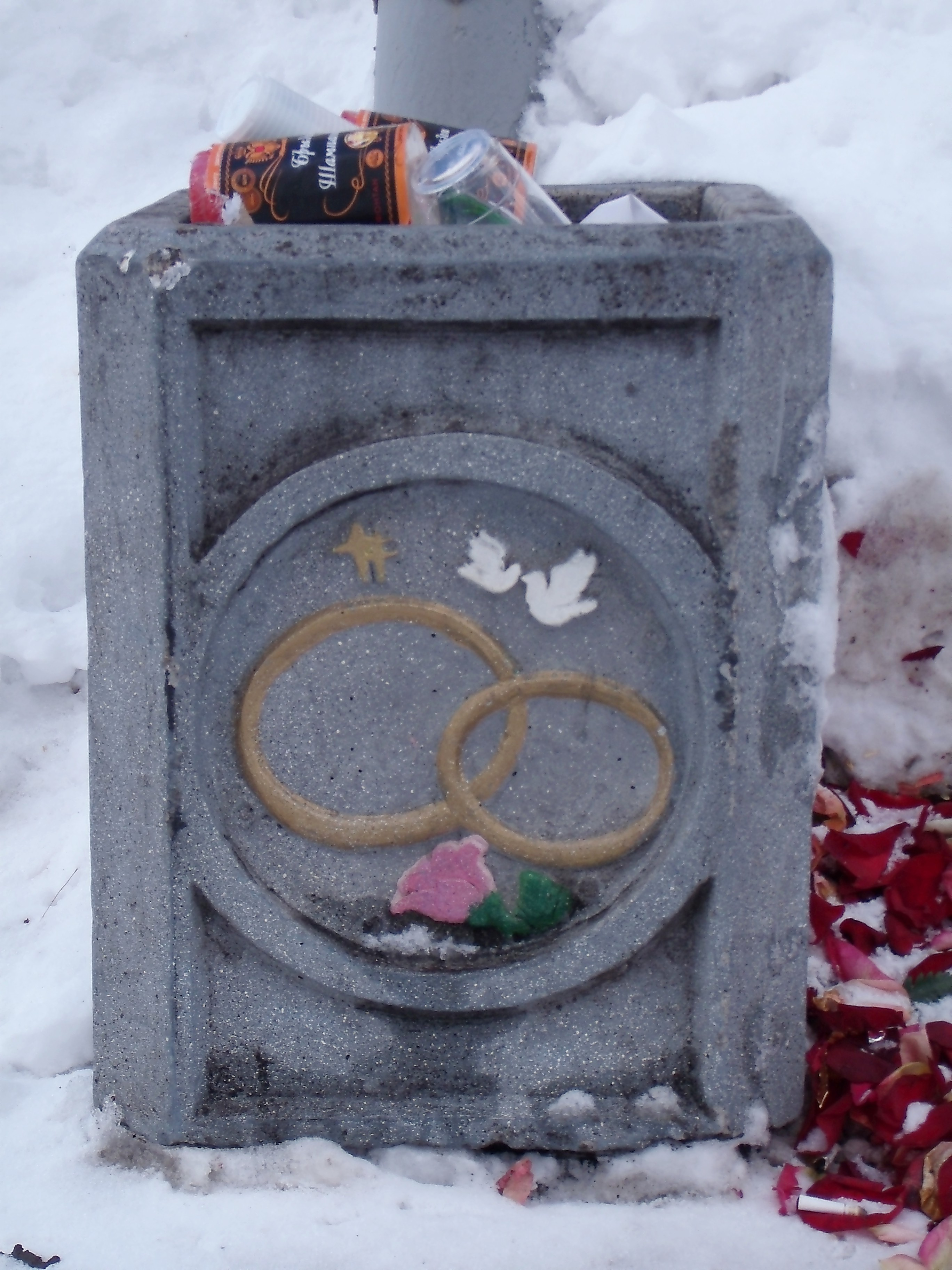
L'urne à Saint-Pétersbourg.
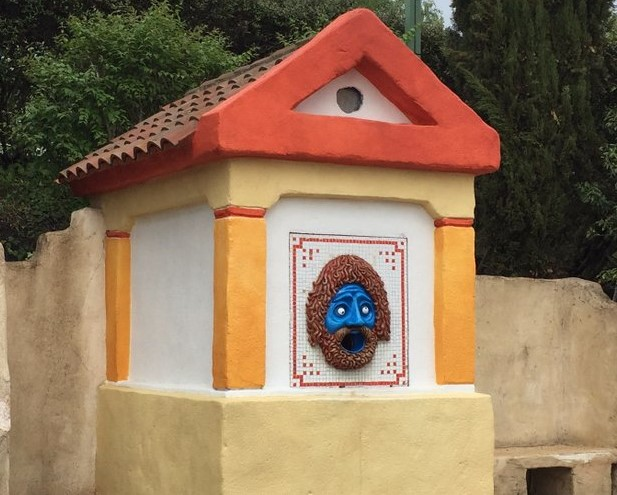
Poubelle parlante au Parc Astérix.
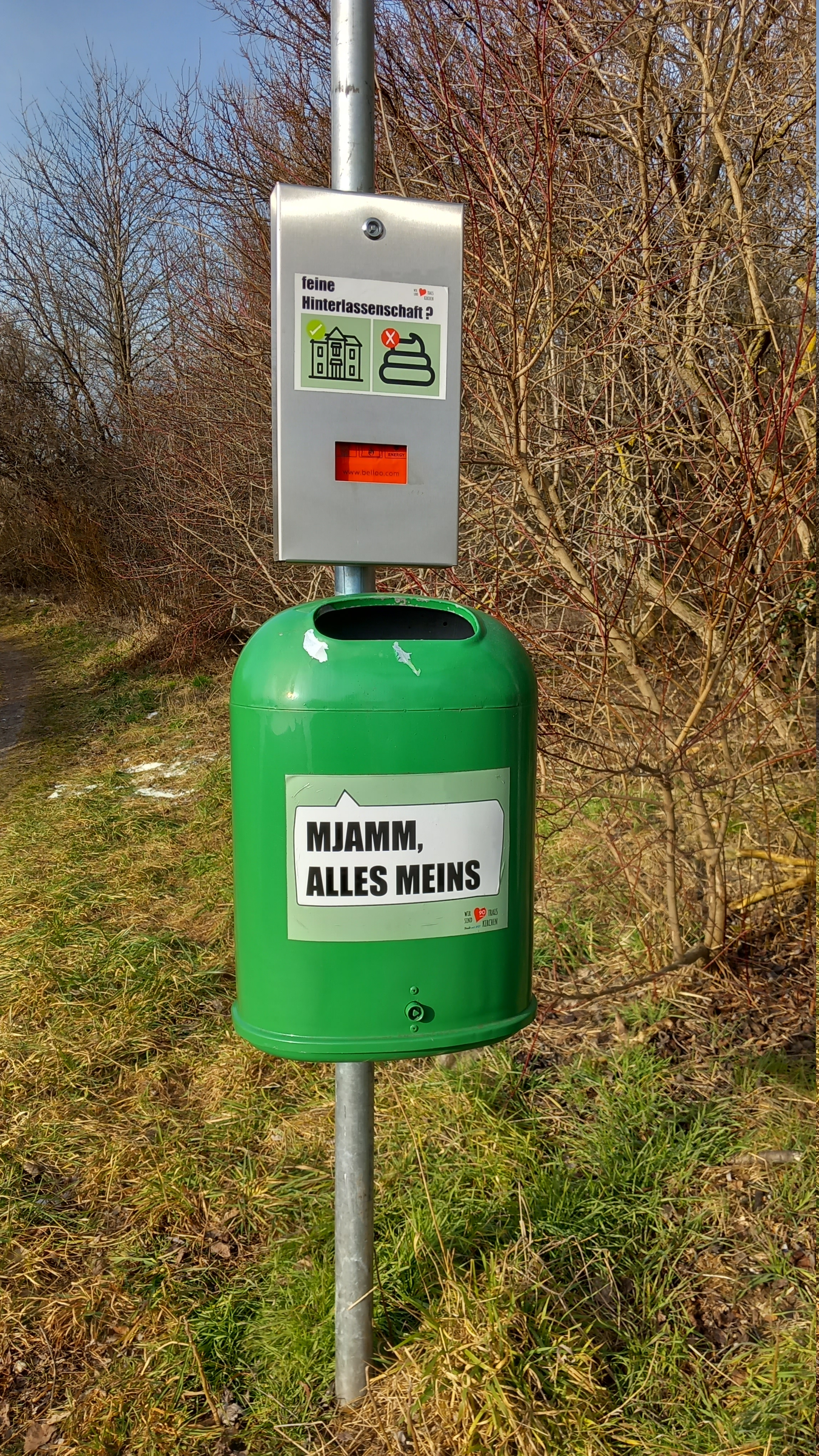
Poubelle publique avec slogan à Traiskirchen (Autriche).
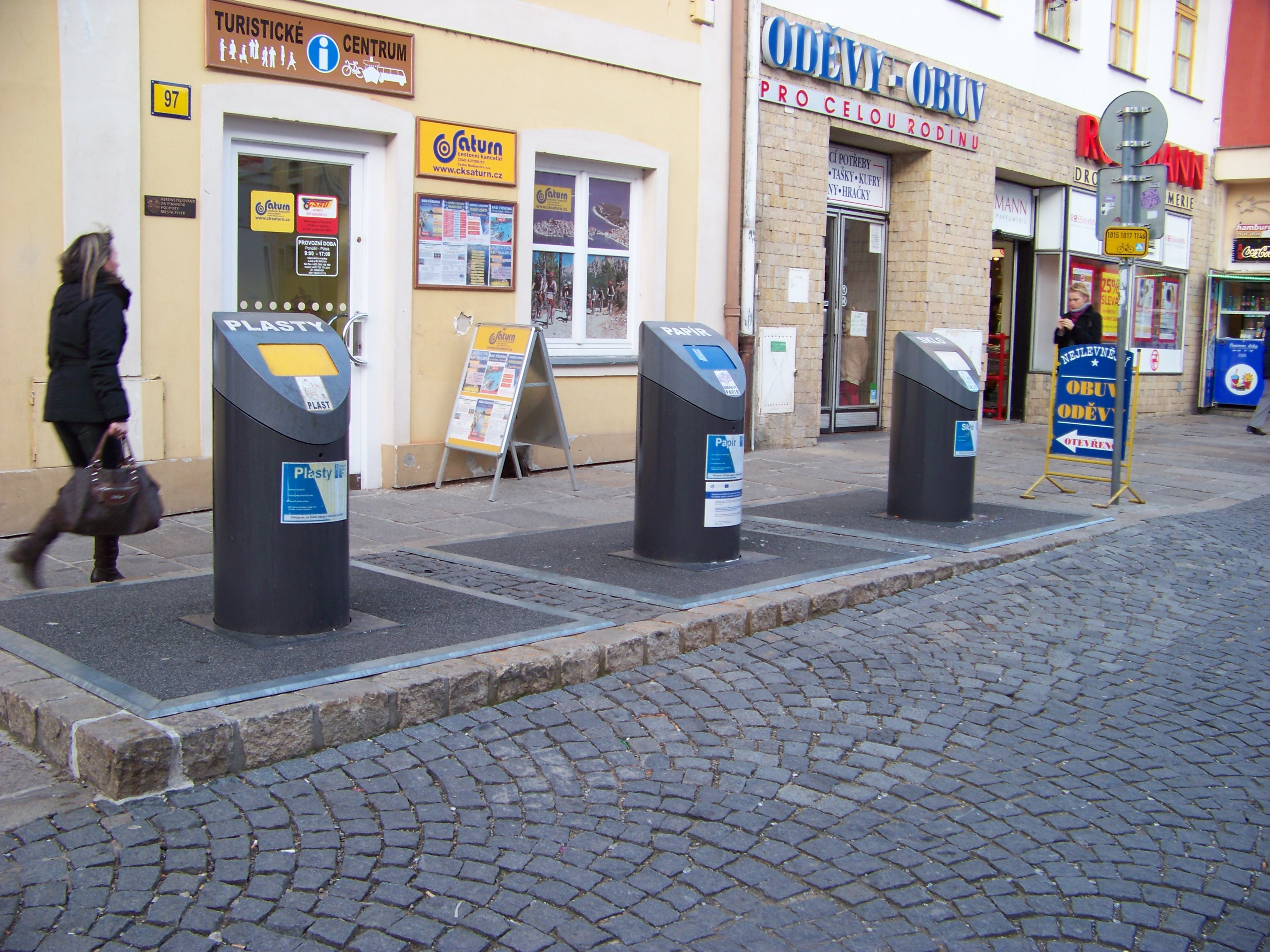
Conteneurs collectifs enterrés à Písek (République tchèque).

### Poubelles d'intérieur

Poubelle d'intérieur à couvercle commandé par pédale.
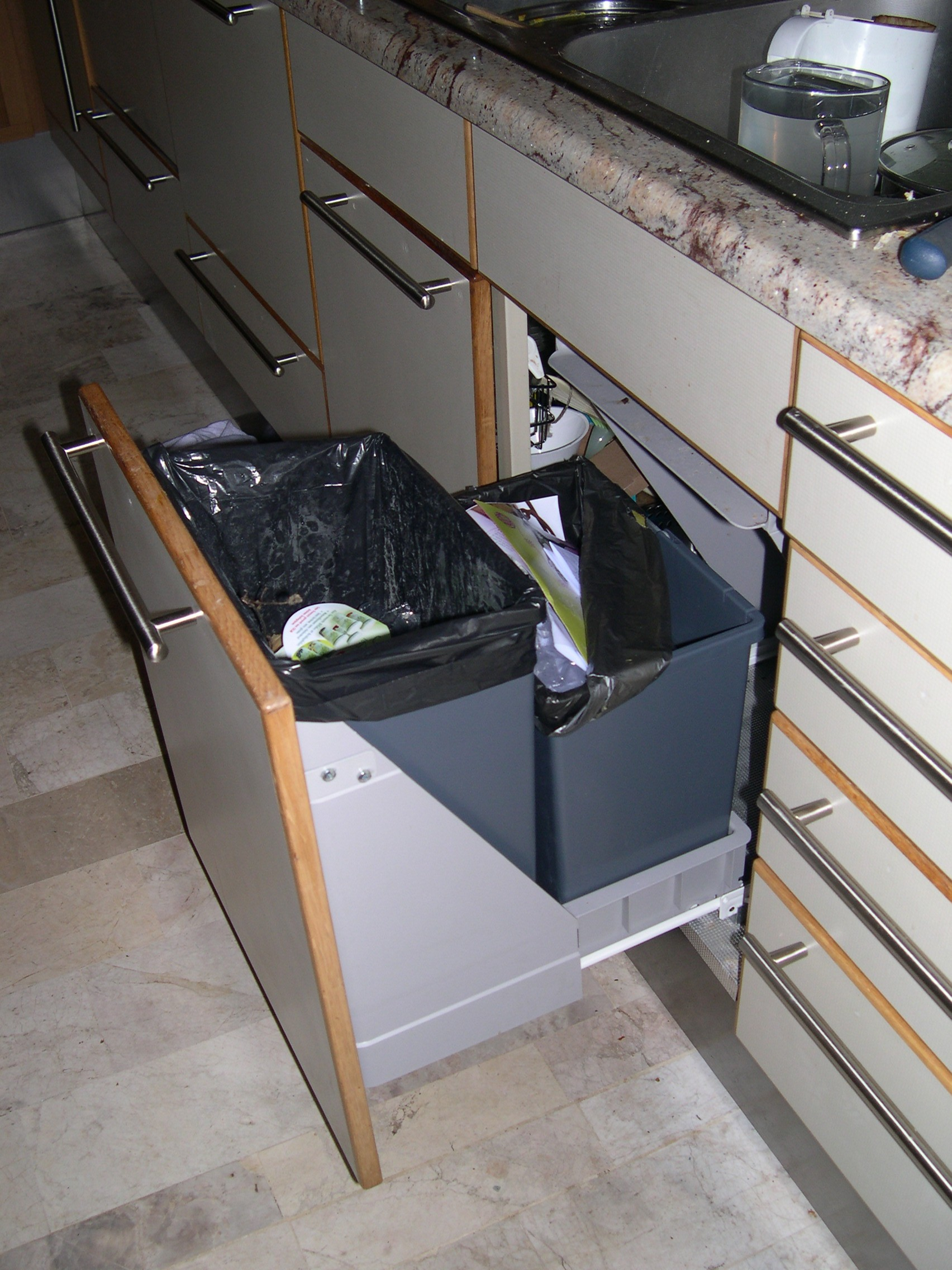
Poubelle de cuisine intégrée dans le mobilier par un support coulissant.
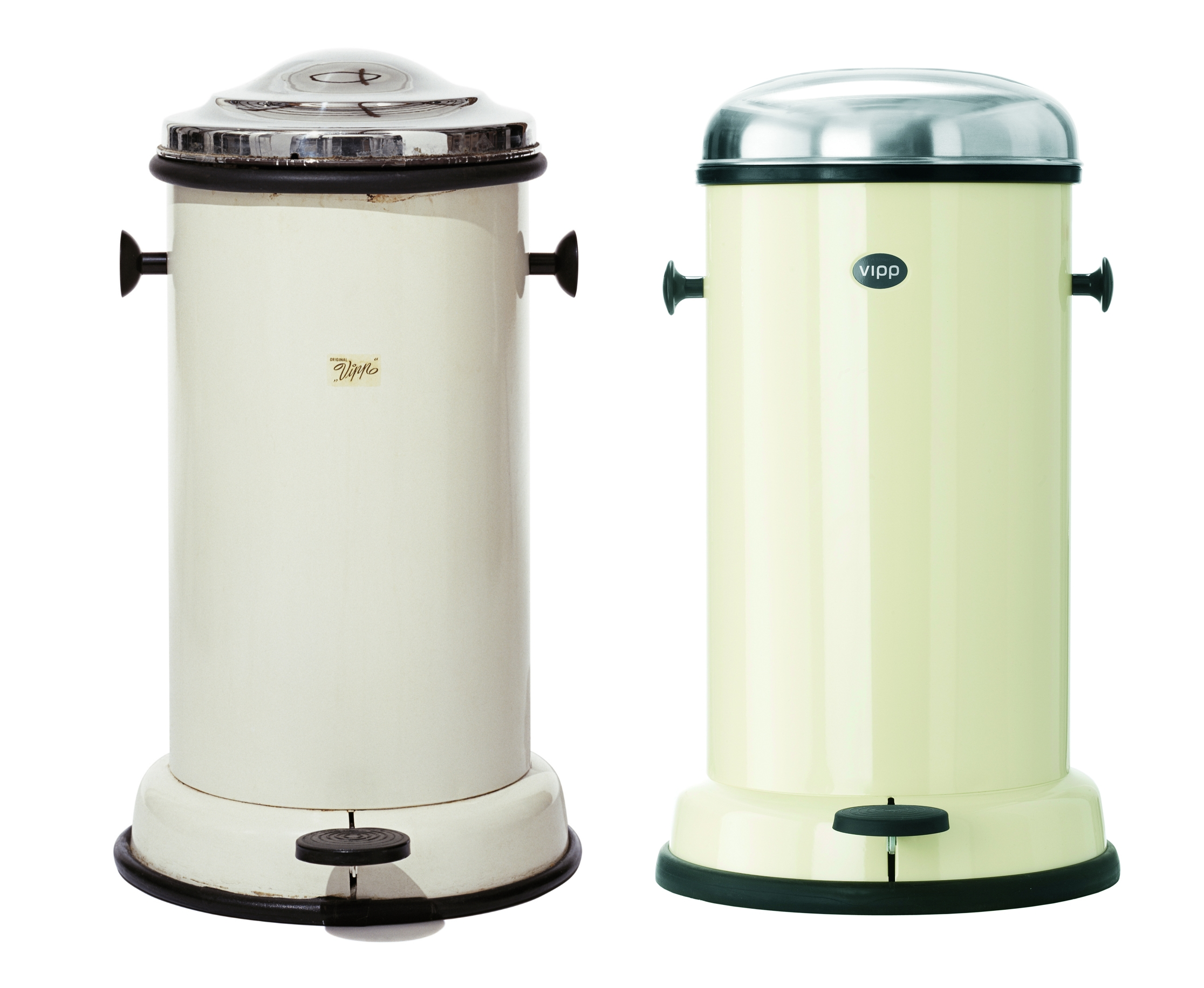
Deux modèles de poubelles danoises Vipp.

### Bacs de collecte
Les bacs de collecte sont utilisés pour transférer les déchets dans le camion-poubelle.

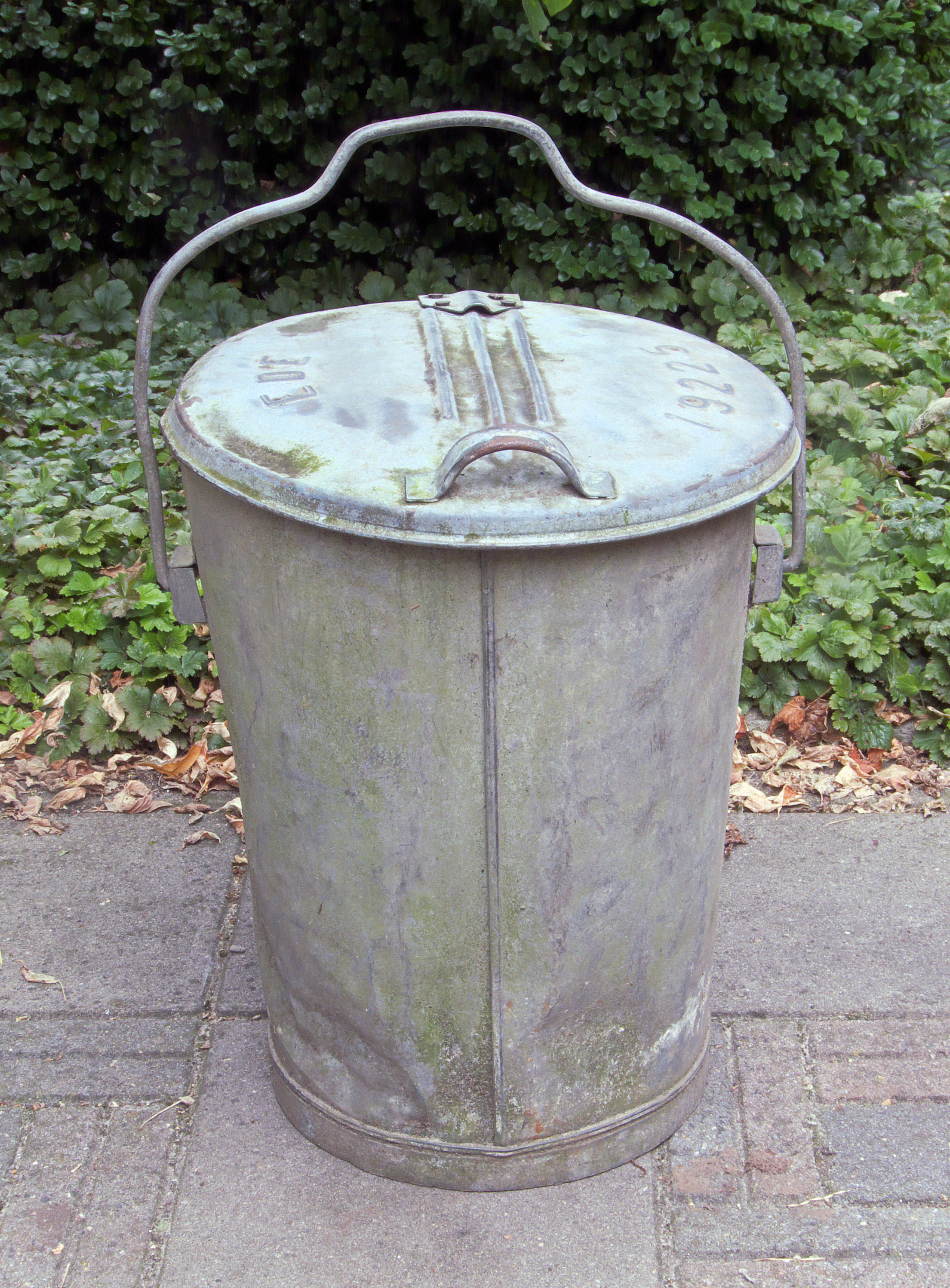
Seau à ordure en métal galvanisé, avec couvercle monté sur charnière latérale; d'usage commun (Belgique, Pays-Bas) dans les années 1960.
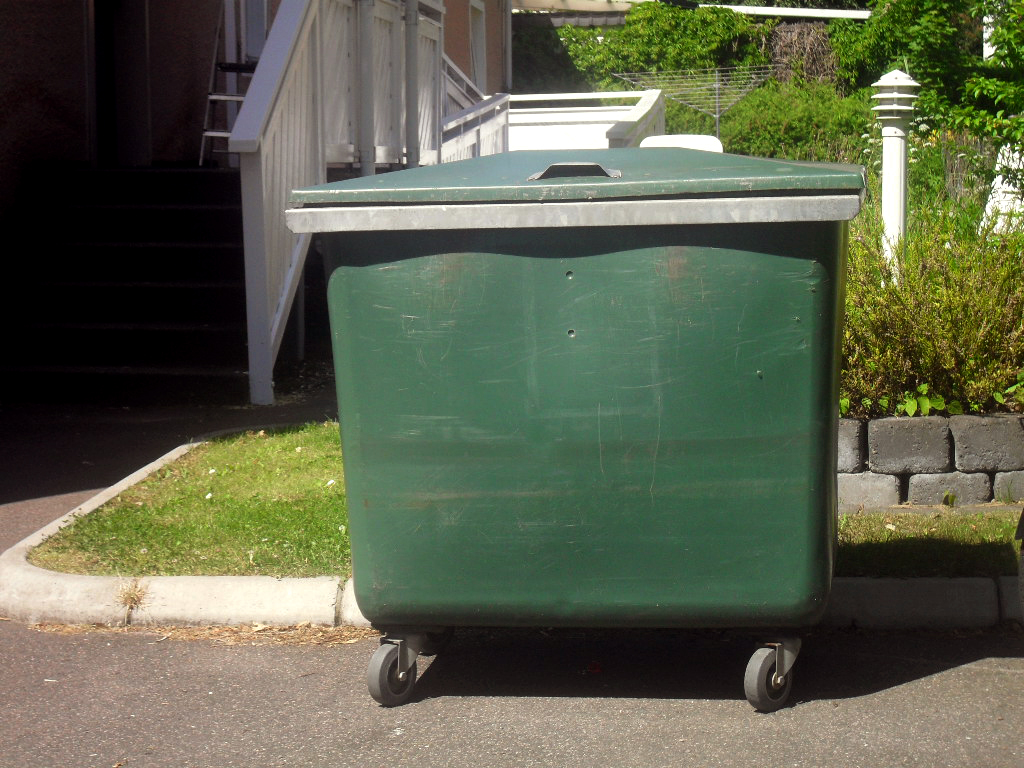
Poubelle d'extérieur en matière plastique sur roulettes pour usage collectif.
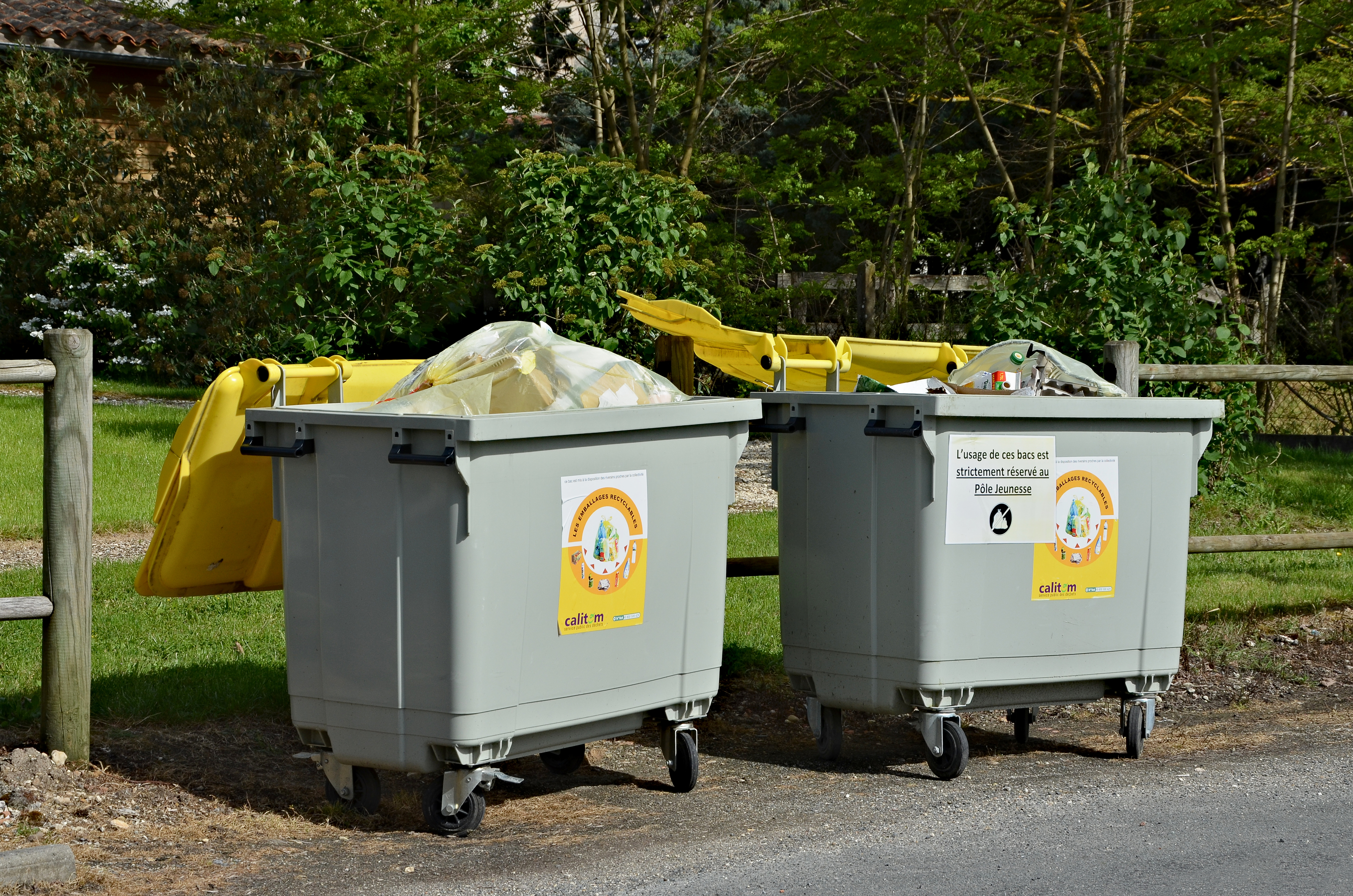
Poubelle à couvercle jaune pour les déchets recyclables.
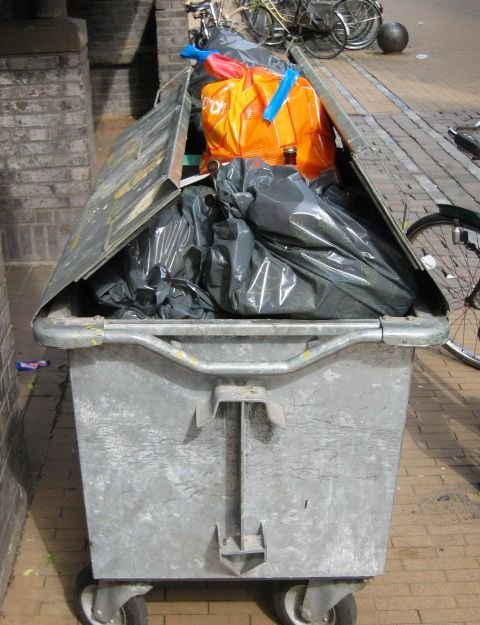
Poubelle d'extérieur d'usage collectif en métal galvanisé et couvercle à double battants.
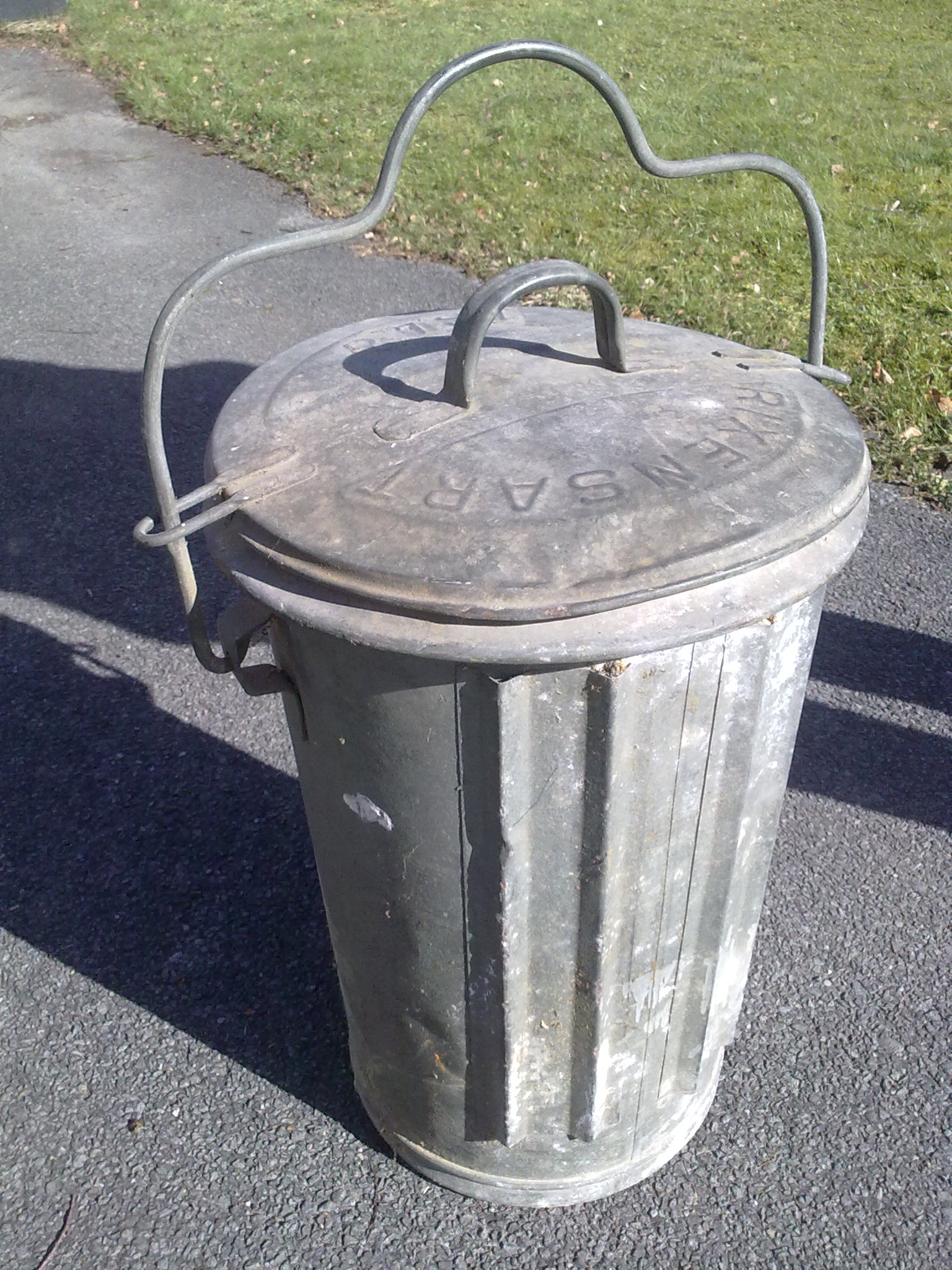
Seau à ordures en métal galvanisé avec couvercle articulé et renforcements longitudinaux, de type bedoucette.
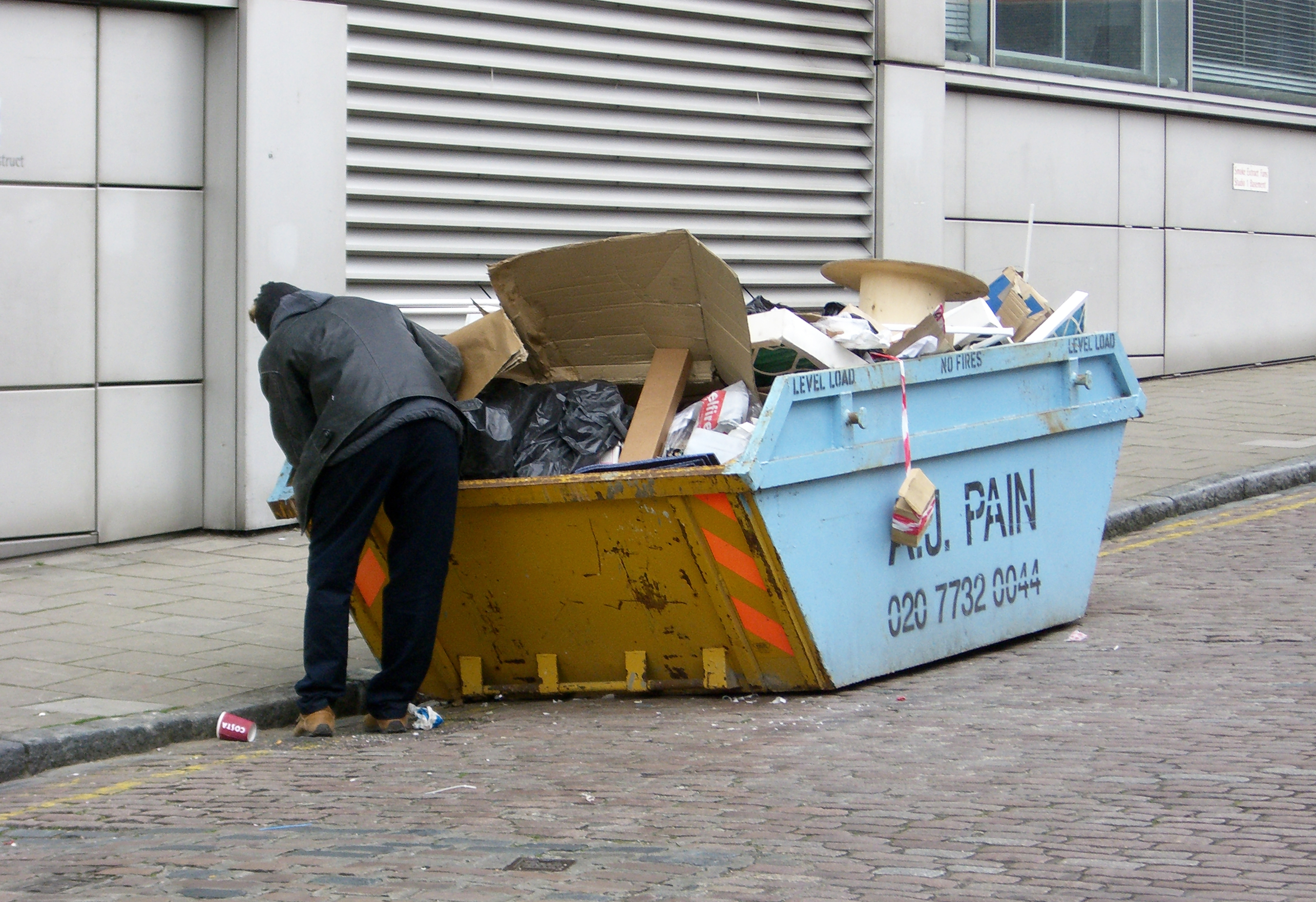
Benne à ordures à Londres.
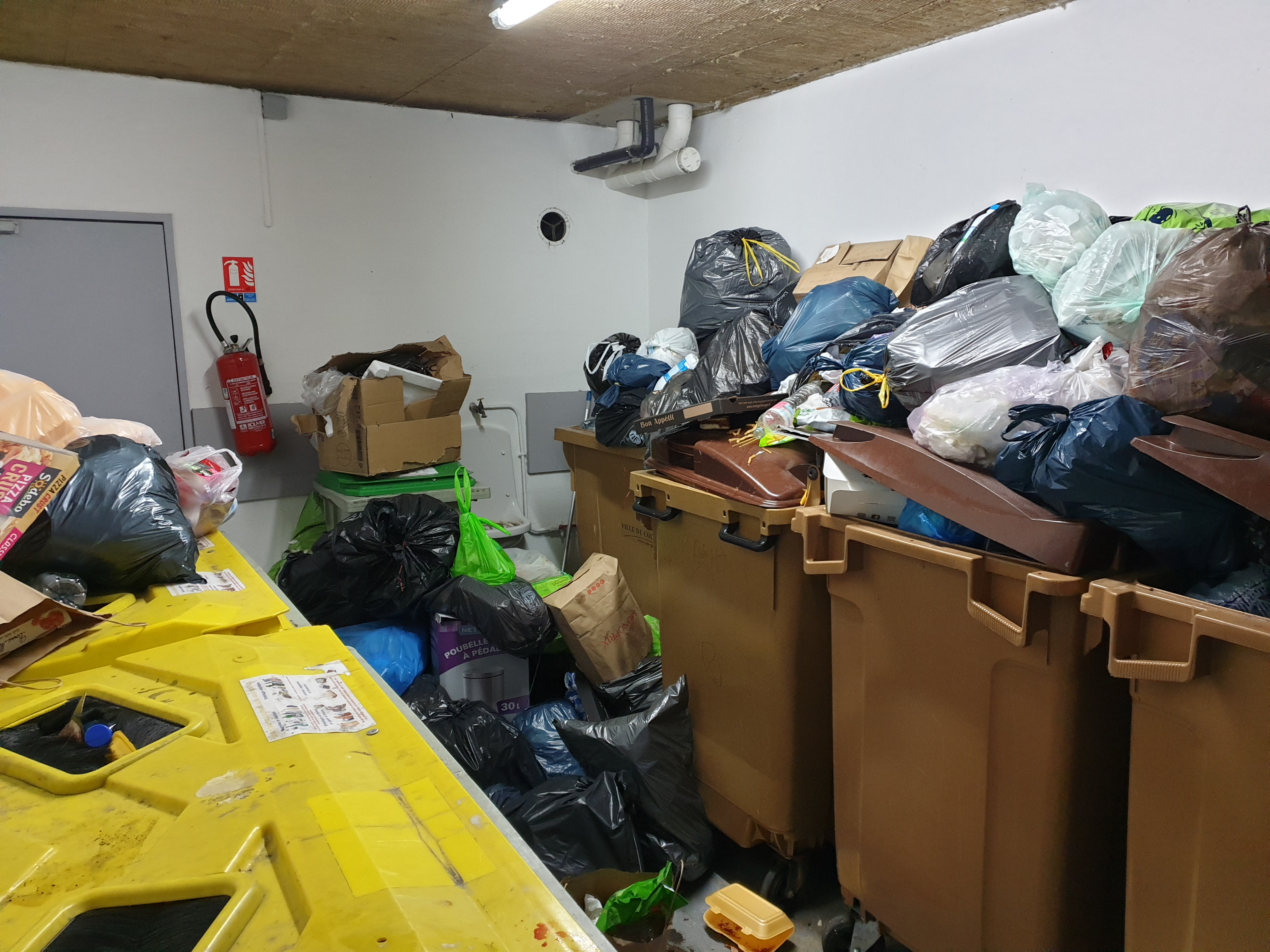
Poubelles dans un local d'immeuble à Courbevoie.
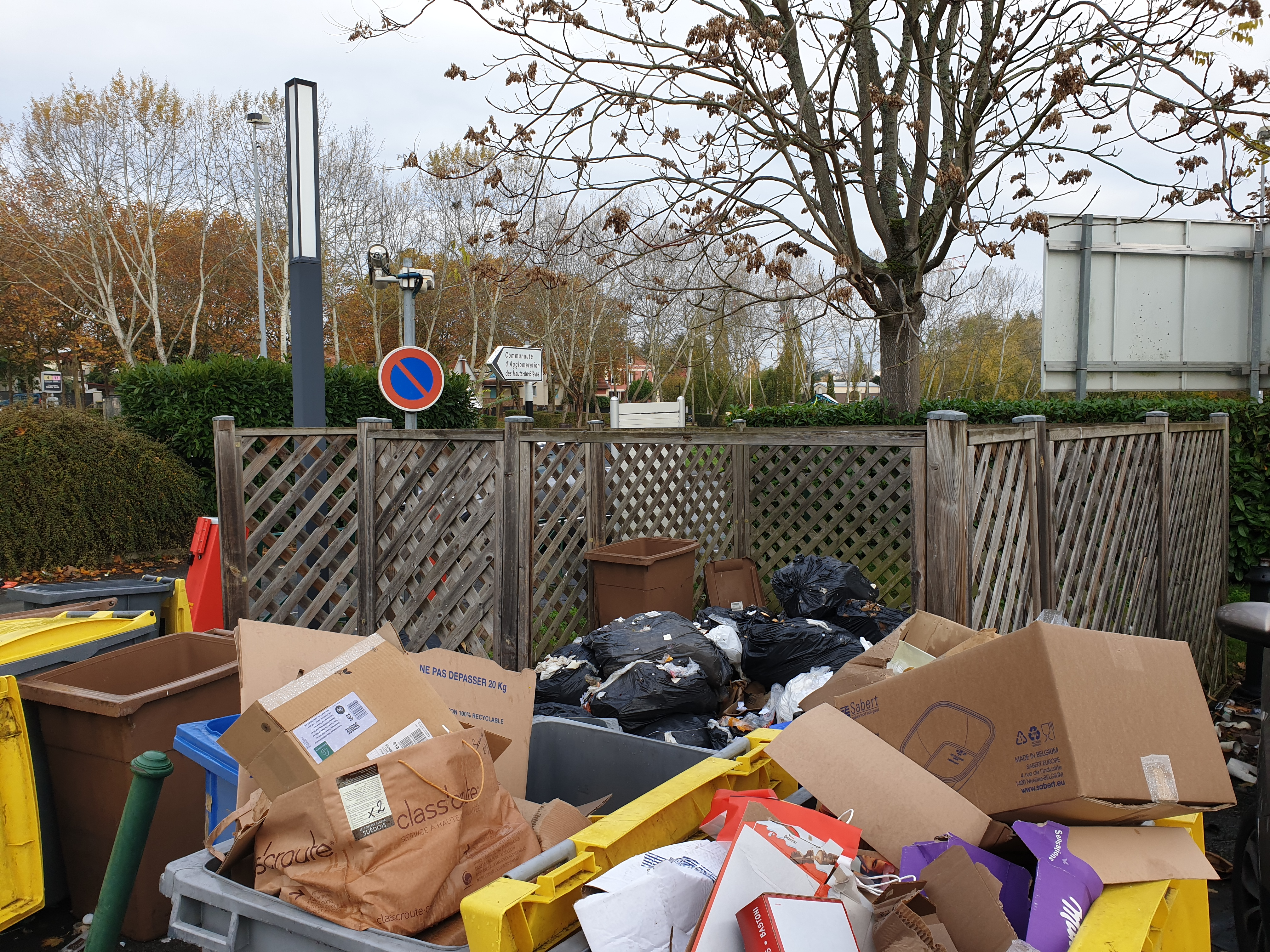
Poubelles d'entreprises sur un campus tertiaire à Châtenay-Malabry.

## Sac poubelle
Le sac poubelle est un sac étanche conçu pour être placé à l'intérieur d'une poubelle. Il en existe plusieurs sortes. C'est dans les années 1950 que trois Canadiens, Larry Hansen, Harry Wasylyk et Frank Plomp inventent le sac poubelle.